# 口語
口語（こうご）とは、普通の日常的な生活の中での会話で用いられる言葉遣いのことである。書記言語で使われる文語と違い、方言と呼ばれる地域差や社会階層などによる言語変種が応じやすく、これらと共通語などを使い分ける状態はダイグロシアと呼ばれる。

## 概要
口語は人間の言語の基本となる形態である。「音声言語」という用語がこの意味で用いられることがある。アラビア語や近世日本語など、口語と文語の区別を持つ言語も多いが、言語や方言によっては、書記言語（文語）の体系を持っていないものもある。
文語と違い規範文法が適用されないことが多く、「日本語の乱れ」等とされる言語の「ゆれ」、慣用的な言い回し、本来の意味とは違った用法も多く見られる。ただし公式に認められている言語（公用語）や共通語にもその口語があり、また方言にも敬語など丁寧な言葉があり、社会的な受容度で区別される「俗語」の概念とは多少異なる。
新聞では、1918年（大正7年）9月1日、『大阪毎日新聞』兵庫版付録で初めて口語体による編集を試み、次第に各紙に広まった歴史がある。

## 文語（書き言葉）
文語はある時点で標準化が行われるが、時代が経つと次第に口語と文語の間に著しい差異が生じてくる場合がある。例えば、言文一致運動前の日本語では、平安時代以来の書き言葉を標準にした文語体が使われていたため、庶民が話す言葉と文章に書かれる言葉の間にかなりの乖離が見られた。

## 特徴
口語は、伝統的な文法や統語論に従わないことがある。また、口語は書き言葉である文語に比べて変化が速い。

### 省略
口語ではしばしば語句の省略が起こり、文法的に見ると不完全と考えられることがある。例えば次のように、明白な語句の大きく省略されたものになることはよくある。
A: 今年の休暇ドライブ行く。（私は今年の休暇はドライブに行きます。）

B: どこ？（どこにドライブに行くのですか？）

A: 富士山。（富士山にドライブに行くのです。）

B: 誰と？（誰と行くのですか？）

A: 妻。（妻と行くのです。）

B: いつ？（いつ行くのですか？）

A: 6月。（6月に行くのです。）

### 短縮形
複数の語が結合して短くなった形が用いられる。
- 「〜ている」→「〜てる」（例：見ている→見てる）
- 「〜てしまう」→「〜ちゃう」（例：食べてしまう→食べちゃう）
- 「〜なければならない」→「〜なきゃ」（例：行かなければならない→行かなきゃ）

### 曖昧な表現
意図的に、あるいは無意識に、意味を特定しない表現が用いられる。
- 「あれ」「これ」「それ」などの指示語の多用。
- 「〜とか」「〜みたいな」などの曖昧な表現。
- 「なんか」「ちょっと」などの意味を弱める表現。

### フィラー
会話の間を埋めるため、あるいは発話のきっかけを作るために用いられる、意味を持たない、あるいは意味の薄い語句。
「えーと」「あのー」「うーん」など。

### 言い直し・言い淀み
発話の途中で言葉を言い直したり、言葉に詰まったりすること。
「あの、えっと、ですね…」など。

### 感動詞・間投詞の多用
感情や気持ちを表す語句が頻繁に用いられる。
「わあ」「えっ」など。